# Sucháň
Sucháň este o comună slovacă, aflată în districtul Veľký Krtíš din regiunea Banská Bystrica. Localitatea se află la altitudinea de 493 m deasupra n.m., se întinde pe o suprafață de 16,33 km2 și în 2017 număra 275 de locuitori.

## Istoric
Localitatea Sucháň este atestată documentar din 1349.

## Demografie
| An:                | 1994 | 2004   | 2014   | 2024   |
| ------------------ | ---- | ------ | ------ | ------ |
| Număr de persoane: | 303  | 295    | 276    | 259    |
| Diferență:         |      | −2,64% | −6,44% | −6,15% |

| An:                | 2023 | 2024   |
| ------------------ | ---- | ------ |
| Număr de persoane: | 265  | 259    |
| Diferență:         |      | −2,26% |